# サロモン＝ロサノ条約
サロモン＝ロサノ条約（サロモン＝ロサノじょうやく、スペイン語: Tratado Salomón-Lozano）は、1922年3月24日にコロンビア代表ファビオ・ロサノ・トリホス（Fabio Lozano Torrijos）とペルー代表アルベルト・サロモン・オソリオの間で締結された条約。条約はコロンビアとペルーの上アマゾン地域に関する紛争を解決するための一連の条約で4つ目であり、長きにわたった国境紛争を包括的に解決しようとした。
ペルーが川沿いのプエルト・コドルバ（Puerto Córdoba）を攻撃した結果として締結されたこの条約では、両国とも一帯の駐留軍を減らすことを約束した。条約は実質的に両国の国境をプトゥマヨ川沿いに定めた。また、コロンビアはペルーによる、アマゾン川のうちエクアドルの東にある部分への領土請求を承認した。